# Bogia Distrikt
Bogia ist einer von sechs Verwaltungsbezirken der Madang-Provinz in Papua-Neuguinea.
Der Bezirk liegt im äußersten Norden der Provinz und ist in drei kommunale Verwaltungseinheiten („Gebiete auf lokaler  Verwaltungsebene“) Local Level Government (LLG) Areas unterteilt:
- Almami Rural LLG
- Iabu Rural LLG
- Yawar Rural LLG

Im Falle von Bogia sind alle LLGs als Rural (ländlich) eingruppiert.
Die Distrikthauptstadt ist Bogia.

## Referenzen
- Madang Provincial Economic Profile